# Menecmo (scultore)
Menecmo (in greco antico: Μέναιχμος?, Ménaichmos; Lepanto, V secolo a.C. – V secolo a.C.) è stato uno scultore greco antico.

## Biografia
Menecmo fu uno scultore greco, attivo verso la metà del V secolo a.C., anteriore di qualche anno rispetto agli scultori Callone di Egina e a Canaco di Sicione.
Menecmo è conosciuto per aver realizzato, assieme al suo aiutante Soidas, una statua crisoelefantina, di oro e avorio, di Artemide cacciatrice, venerata in un tempio a Calidone con l'epiteto di Lafria.
Pausania il Periegeta scrisse che Augusto donò il simulacro a Patrasso, dove lo scrittore greco lo avrebbe visto.
Altri storici dell'arte identificarono l'Artemide Lafria con la Artemide di Pompei, una statuetta arcaicizzante conservata nel Museo archeologico nazionale di Napoli.
Plinio il Vecchio ricorda di Menecmo anche un'opera raffigurante un vitello che piega il collo sotto il ginocchio del sacrificante, oltre che l'attività di scrittore, anche se per qualche storico dell'arte si tratterebbe di un altro Menecmo.
Anche Ateneo parla di Menecmo, che scrisse opere riguardanti gli artisti e dal lessico Suida risulta come storico di Sicione.

## Opere
- Artemide cacciatrice;
- Vitello.